# Minage
Minage es el primer álbum de versiones de la cantante Mónica Naranjo. El álbum es un homenaje a la cantante italiana Mina, pues la mayoría de las canciones son versiones en español de sus canciones. Fue lanzado por Sony Music el 20 de marzo del 2000 en España, donde vendió más de 450.000 copias.[cita requerida] Más tarde, el 16 de mayo del mismo año fue lanzado en México, vendiendo 100.000 copias.[cita requerida]
Las críticas del álbum, no fueron igual de buenas que las de sus dos primeros álbumes. Allmusic calificó al álbum con un tres sobre cinco. El álbum ha vendido hasta la fecha medio millón de copias mundialmente.
A pesar de las críticas, el álbum logró situarse en el número uno en las listas españolas, manteniéndose en dicha posición durante cuatro semanas consecutivas. El disco incluía uno de los temas más conocidos de la cantante catalana, Sobreviviré, con producción del prestigioso Phil Manzanera y coproducido por Mónica Naranjo.

## Historia
A principios de 1999, Mónica comenzó a trabajar en un álbum, de la mano de los productores Brian Rawling y Graham Stack. Al equipo de trabajo se sumaron los chicos de Pumpin’ Dolls.
Tras una larguísima espera, Mónica regresó a la escena musical con su tercer álbum, Minage, coproducido por Phil Manzanera, Massimiliano Pani (hijo de Mina), Brian Rawling y Graham Stack. Con este disco. Para su promoción lanzó «Sobreviviré». Los dos sencillos siguientes, «If You Leave Me Now» y «Enamorada», se publicaron maxisingles con remixes, fueron rescatados de las sesiones de grabación del disco con Brian Rawling y Graham Stack.
Una edición especial se publicó el 3 de julio de 2000, y se diferencia de la edición original en la portada y en la inclusión de otros dos bonustracks: las versiones en español de «If You Leave Me Now» («Seguiré sin ti») y «Enamorada», ambas adaptadas por Luis Torrecilla Hernández.

## Lista de canciones
| Edición estándar |                                                                    |          |  |
| N.º              | Título                                                             | Duración |  |
| 1.               | «Ahora, ahora»                                                     | 4:36     |  |
| 2.               | «Sobreviviré»                                                      | 4:57     |  |
| 3.               | «Perra enamorada»                                                  | 5:00     |  |
| 4.               | «Enamorada» (versión spanglish)                                    | 4:21     |  |
| 5.               | «Qué imposible»                                                    | 4:04     |  |
| 6.               | «Amando locamente»                                                 | 4:34     |  |
| 7.               | «If You Leave Me Now»                                              | 3:34     |  |
| 8.               | «Inmensidad»                                                       | 2:59     |  |
| 9.               | «Abismo»                                                           | 5:35     |  |
| 10.              | «Él se encuentra entre tú y yo» (dúo con Mina)                     | 4:43     |  |
| 11.              | «Siempre fuiste mío»                                               | 4:15     |  |
| 12.              | «Mi vida por un hombre»                                            | 6:31     |  |
| 13.              | «Sobreviviré» (The Groove Brothers Club Mix - Brian Rawling Remix) | 4:05     |  |
| 59:25            |                                                                    |          |  |

| Edición especial |                                                             |          |  |
| N.º              | Título                                                      | Duración |  |
| 14.              | «Seguiré sin ti» (If You Leave Me Now - versión en español) | 3:34     |  |
| 15.              | «Enamorada» (versión en español)                            | 4:21     |  |
| 67:23            |                                                             |          |  |

## Puro Minage (20 aniversario)

### Lista de canciones
| Puro Minage (Edición estándar) |                                                |          |  |
| N.º                            | Título                                         | Duración |  |
| 1.                             | «Ahora, ahora»                                 | 4:36     |  |
| 2.                             | «Sobreviviré»                                  | 4:57     |  |
| 3.                             | «Perra enamorada»                              | 5:00     |  |
| 4.                             | «Qué imposible»                                | 4:04     |  |
| 5.                             | «Amando locamente»                             | 4:34     |  |
| 6.                             | «Inmensidad»                                   | 2:59     |  |
| 7.                             | «Abismo»                                       | 5:35     |  |
| 8.                             | «Él se encuentra entre tú y yo» (dúo con Mina) | 4:43     |  |
| 9.                             | «Siempre fuiste mío»                           | 4:15     |  |
| 10.                            | «Mi vida por un hombre»                        | 6:31     |  |
| 11.                            | «Llévate ahora»                                | 4:06     |  |
| 12.                            | «Amore» (dúo con Nek)                          | 4:59     |  |
| 56:15                          |                                                |          |  |

## Posicionamiento en listas

### Listas anuales
| Listas (2000)       | Mejor posición |
| ------------------- | -------------- |
| España (PROMUSICAE) | 12             |

## Certificaciones
| País   | Organismo certificador | Certificación | Ventas certificadas | Ref   |
| ------ | ---------------------- | ------------- | ------------------- | ----- |
| España | PROMUSICAE             | 3x Platino    | 300 000             | [ 3 ] |
| México | AMPROFON               | Oro           | 75 000              | [ 4 ] |